# جنی هانیور

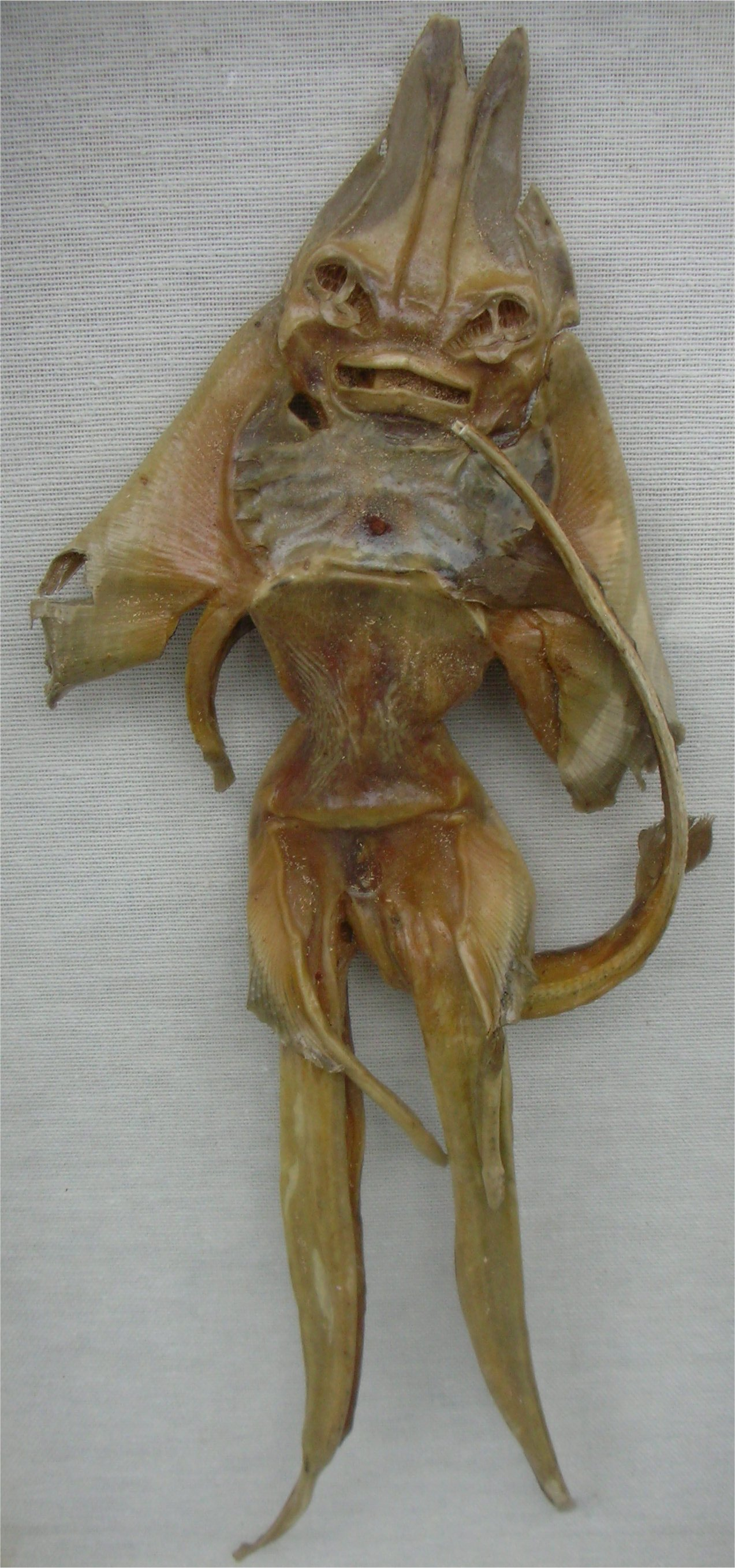
جنی هانیور

جنی هانیور (Jenny Haniver) لاشۀ یک چارگوش‌ماهی است که اصلاحاتی بر روی آن صورت گرفته، با گذر زمان خشک شده و به این شکل درآمده است.

## نامگذاری
در فرانسوی به این اثر،  jeune d'Anvers یا جوان آنتورپی می‌گویند، دریانوردان بریتانیایی نام «جنی هانورز» و «جنی هاویرز» را بر آن گذاشته‌اند.

## گذشته
برای صدها سال، دریانوردان آنتورپ، چارگوش‌ماهی‌سانان خشک شده را به شکل پری دریایی درمی‌آوردند، گاهی آنها را رنگ می‌کردند یا لایه‌ای بر آنها می‌پوشاندند و اثر هنری شان را به دریانوردان دیگر یا گردشگران می‌فروختند.
آنها در آثار هنری شان، جنی هانیور را به شکل نیروی پلید، فرشته و اژدها درمی‌آوردند.
قدیمی‌ترین اطلاعاتی که از جنی هانیور در دسترس است به جلد ۴ کتاب Historia Animalium کنراد گسنر در سال ۱۵۵۸ بازمی‌گردد که هشدار داده بود که این شکل عجیب در اصل چارگوش‌ماهی‌سانان تغییر شکل یافته است و نباید آن را با اژدها یا هیولا اشتباه گرفت و این یک اشتباه رایج در میان مردم شده است.

## نگارخانه

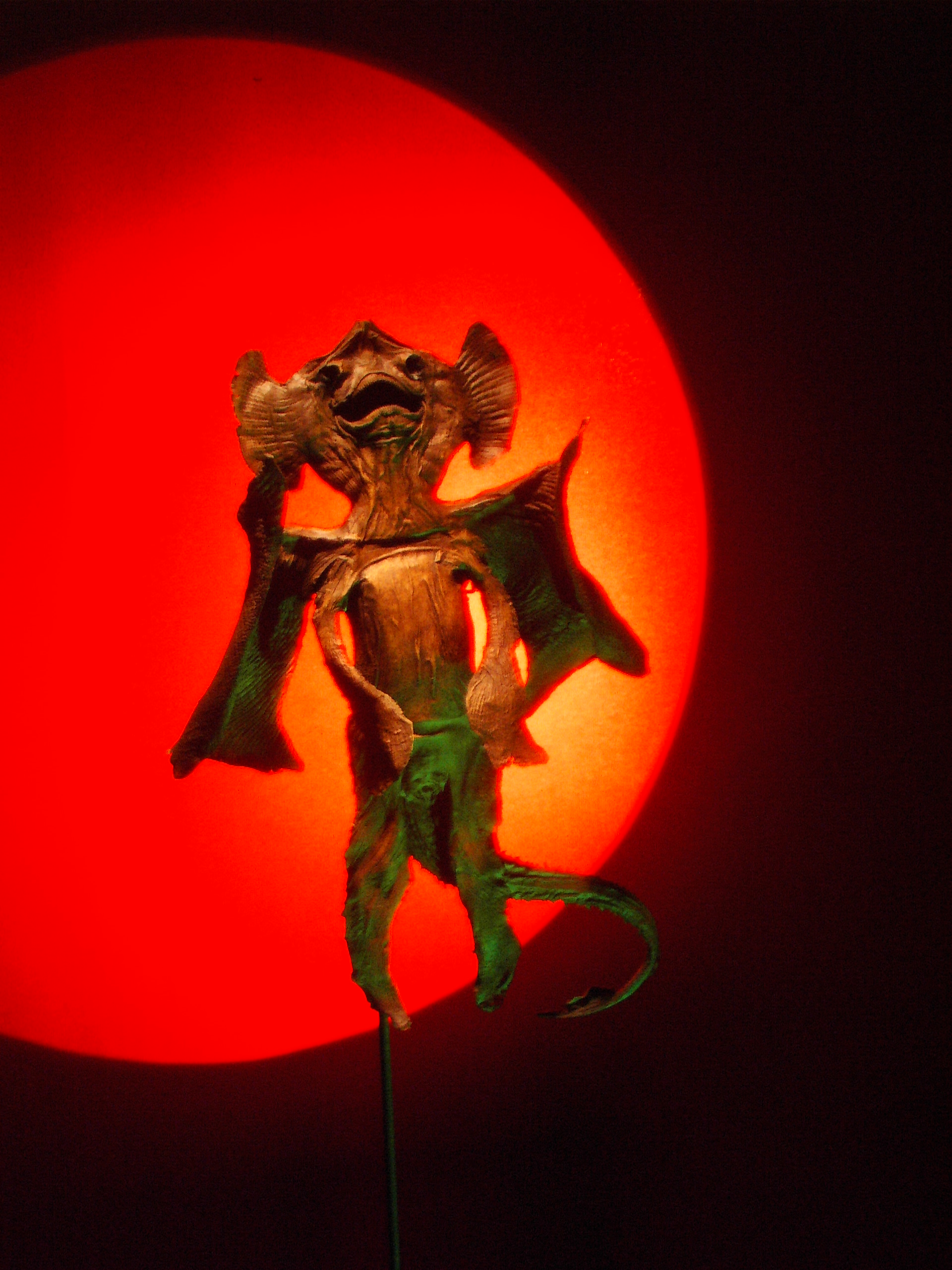
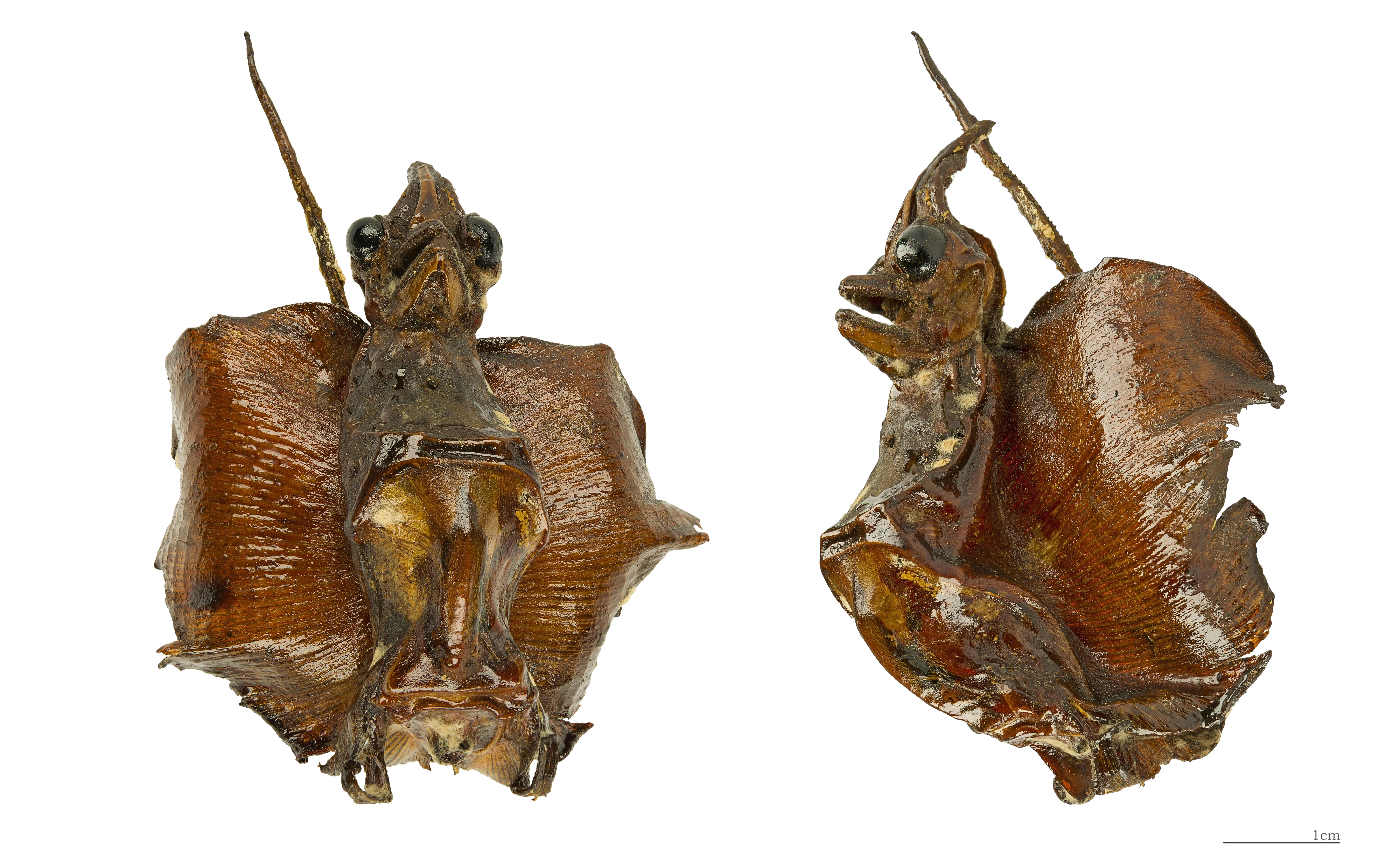
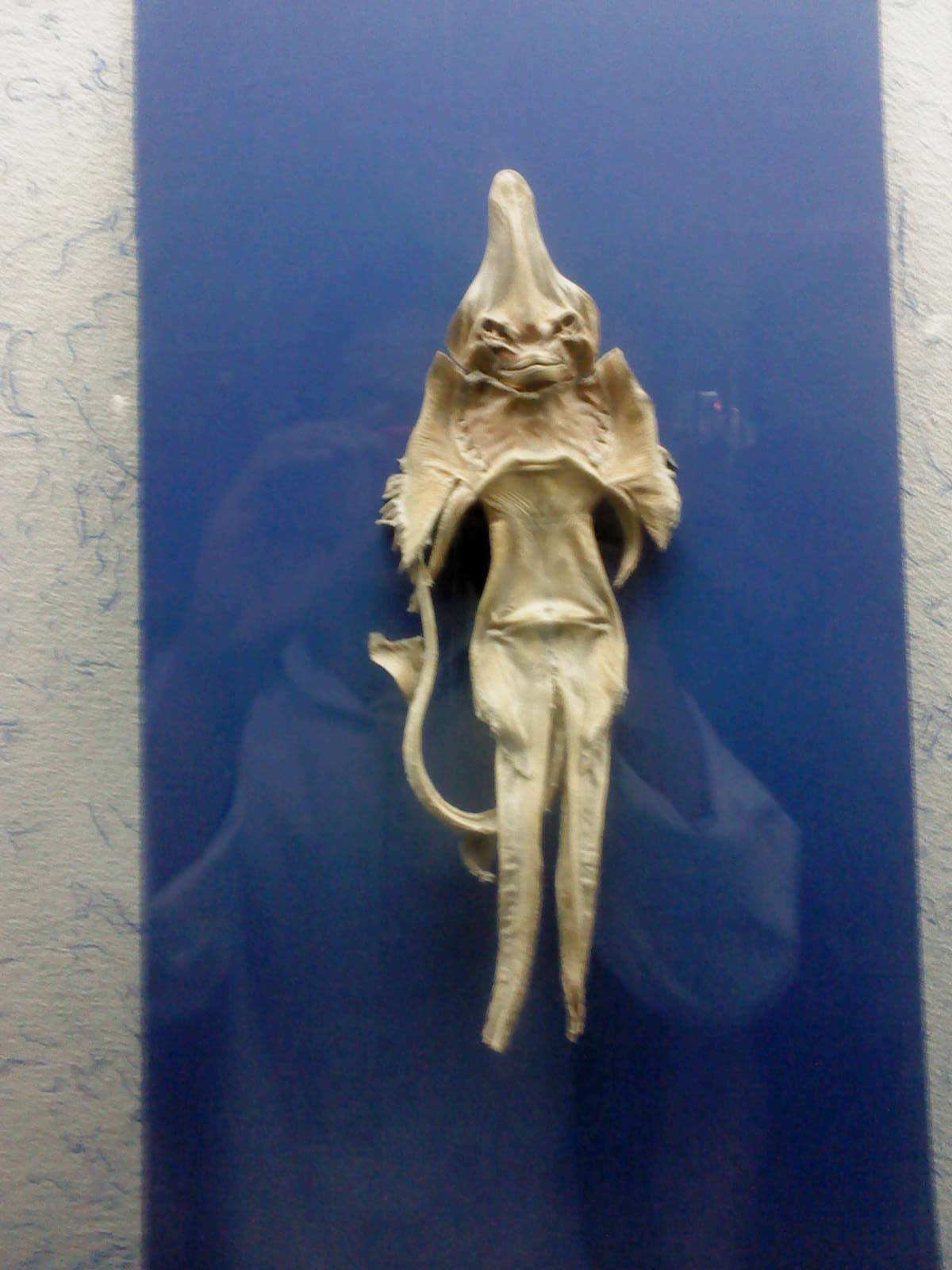